# Ламберто Дини
Ламберто Дини (итал. Lamberto Dini; Фиренца, 1. март 1931) италијански је политичар и економиста. Био је генерални директор Банке Италије од 1979. до 1994. године, министар финансија од 1994. до 1996. године, 51. премијер Италије од 1995. до 1996. године и министар спољних послова од 1996. до 2001. године.

## Младост и каријера
Након студија економије у свом родном граду Фиренци, Дини је 1959. године преузео функцију у Међународном монетарном фонду, где је напредовао све док није служио као извршни директор за Италију, Грчку, Португал и Малту између 1976. и 1979. године. Затим је у октобру 1979. прешао у Банци Италије, где је био извршни директор до маја 1994. године. Када је гувернер Банке Италије, Карло Ацељо Чампи, са којим је Дини развио ривалство, позван да буде премијер у априлу 1993. године, Дини је био нашироко мишљен да га наследи, али је промашен (наводно на Чампијев подстицај) у корист Антонија Фазија.
Дини се вратио када је Силвио Берлускони формирао своју прву владу у мају 1994, у којем је Дини био министар финансија. Због разлаза између Берлусконија и његовог коалиционог партнера Умберта Босија, лидера Лега Норд, Берлусконијева влада је пала у децембру 1994, након само седам месеци на власти. У јануару 1995, Динија је председник Оскар Луиђи Скалфаро именовао за премијера. Дини је такође преузео портфељ за трезор у влади и био је неизабрани премијер и министар. Иако није био запажен као левичар, поверење му је изгласано левичарским партијама (осим Партије комунистичке обнове ) и Лега Норд, док су његови некадашњи партнери у десничарској влади одлучили да се уздрже док наводећи добронамерност. Његов кабинет је био технократски.

## Почасти
Године 2000. током државне посете Уједињеном Краљевству одликован је почасним Великим крстом Витешког реда најугледнијег реда Светог Михаила и Светог Ђорђа. Дана 29. априла 2009, јапанска влада је објавила да је доделила Динија Велики кордон Ордена излазећег сунца; част су му уручили цар и јапански премијер на свечаној церемонији у мају 2009.

### Стране почасти
Уједињено Краљевство:
- Почасни витез великог крста најугледнијег ордена Светог Михаила и Светог Ђорђа (2000).[6]